# Eurylychnus
Eurylychnus is een geslacht van kevers uit de familie van de loopkevers (Carabidae). De wetenschappelijke naam van het geslacht is voor het eerst geldig gepubliceerd in 1891 door Bates.

## Soorten
Het geslacht Eurylychnus omvat de volgende soorten:
- Eurylychnus blagravii (Castelnau, 1868)
- Eurylychnus cylindricus Sloane, 1916
- Eurylychnus dyschirioides (Castelnau, 1868)
- Eurylychnus femoralis Sloane, 1915
- Eurylychnus kershawi Sloane, 1915
- Eurylychnus olliffi Bates, 1891
- Eurylychnus ovipennis Sloane, 1915
- Eurylychnus regularis Sloane, 1911
- Eurylychnus victoriae Sloane, 1892